# Euphoria (Loreen)
Euphoria è un singolo della cantante pop svedese Loreen appartenente all'album Heal, pubblicato il 26 febbraio 2012 dalla Warner Music, composto per partecipare al Melodifestivalen 2012. Il singolo è stato scritto da Peter Boströme e Thomas G:son e ha rappresentato la Svezia all'Eurovision Song Contest 2012 dove si è classificato al primo posto con 372 punti, ricevendo almeno un punto da tutte le nazioni partecipanti, tranne l'Italia e, per ovvie ragioni, dalla Svezia stessa.

## Tracce
1. Euphoria – 3:01 – Single version[1]
2. Euphoria – 3:01 – Karaoke version[1]
3. Euphoria – 2:59 – Instrumental version[1]

## Successo commerciale
Euphoria ottiene un immediato successo nello stato natale della cantante, debuttando al dodicesimo posto, risultando la più alta new entry della settimana. La settimana seguente, il singolo sale sino al primo posto e mantiene tale posizione per un totale di sei settimane. Nella classifica del 13 aprile 2012, Euphoria viene certificato triplo disco di platino per avere venduto oltre 60 000 copie. A maggio, anche grazie alla vittoria ottenuta all'Eurovision Song Contest 2012, il brano viene certificato quintuplo disco di platino per aver superato le 100 000 copie. A settembre, raggiunge le 180 000 copie vendute, ottenendo nove dischi di platino.
In Francia, Euphoria debutta alla 34ª posizione vendendo 1 425 copie. La settimana seguente, con un incremento delle vendite del 56%, il singolo sale sino al 26º posto per poi perdere cinquanta posizioni. Nel Regno Unito, Euphoria debutta all'85º posto con una vendita pari a 2 990 copie. Euphoria conquista poi ottantadue posizioni, stabilendosi sul gradino più basso del podio, con ben 62 148 copie vendute.

## Classifiche

### Classifiche settimanali
| Classifica (2012-23) | Posizione massima |
| -------------------- | ----------------- |
| Australia            | 36                |
| Austria              | 1                 |
| Belgio (Fiandre)     | 1                 |
| Belgio (Vallonia)    | 14                |
| Bulgaria             | 3                 |
| Danimarca            | 1                 |
| Estonia              | 1                 |
| Europa               | 1                 |
| Finlandia            | 1                 |
| Francia              | 26                |
| Germania             | 1                 |
| Irlanda              | 1                 |
| Islanda              | 1                 |
| Israele              | 42                |
| Italia               | 15                |
| Lituania             | 51                |
| Lussemburgo          | 1                 |
| Moldavia             | 3                 |
| Norvegia             | 1                 |
| Paesi Bassi          | 2                 |
| Regno Unito          | 3                 |
| Repubblica Ceca      | 2                 |
| Romania              | 6                 |
| Russia               | 1                 |
| Slovacchia           | 1                 |
| Spagna               | 2                 |
| Svezia               | 1                 |
| Svizzera             | 1                 |
| Ucraina              | 2                 |
| Ungheria             | 1                 |

### Classifiche di fine anno
| Classifica (2012) | Posizione |
| ----------------- | --------- |
| Austria           | 7         |
| Belgio (Fiandre)  | 14        |
| Danimarca         | 7         |
| Finlandia         | 1         |
| Germania          | 9         |
| Paesi Bassi       | 10        |
| Russia            | 18        |
| Spagna            | 9         |
| Svezia            | 1         |
| Svizzera          | 16        |
| Ungheria          | 19        |